# Ostroróg
Ostroróg este un oraș în Polonia.